# Мехзавод (посёлок)
Мехзаво́д — внутригородской посёлок в Красноглинском районе города Самары. В современном виде возник с 1938 года. Посёлок назван по находящемуся непосредственно на его территории механическому заводу (в настоящее время — ПАО «Салют»). С 1927 года его именовали хутором Крестья́нка, а по архивным документам, в конце XVIII века посёлок носил название Крутые ключи. Сегодня в состав посёлка Мехзавод входят микрорайон «Крутые ключи», микрорайон «Новая Самара», посёлок Козелки, село Ясная Поляна. Через посёлок проходит федеральная автотрасса М-5.

## География
Посёлок Мехзавод находится на северо-востоке Самары. От других посёлков Красноглинского района он отделён лесными и дачными массивами. К югу от Мехзавода находится микрорайон «18-й километр», входящий в состав Кировского района Самары. Земли, где сейчас построен микрорайон «Крутые ключи», раньше принадлежали совхозу Красный Пахарь. Посёлок Козелки и село Ясная Поляна до 2005 года входили в состав Красноярского района Самарской области. Севернее Мехзавода находится коттеджный посёлок Горелый хутор.
Площадь посёлка составляет 6,2 кв. км.

## История
Основание хутора Крутые ключи связывают с размещением в окрестностях корпуса ландмилицких отставных солдат, нёсших сторожевую службу вдоль построенной в 1732—1733 годах Ново-Закамской укреплённой линии.
Название хутор получил по имени близлежащего оврага — Крутого. На дне оврага били холодные ключи, образуя прозрачный ручей. Крутой овраг и его ключи и дали первоначальное название поселению — Крутые Ключи.
С 1858 года на территории современного посёлка Мехзавод располагалось хутор-предприятие по производству кумыса для знаменитой кумысолечебницы, открытая известным врачом Нестором Васильевичем Постниковым, лечившим от туберкулёза. К 1873 году здесь обустраивается небольшой филиал его кумысолечебницы для малообеспеченных пациентов (или тех, которых не устраивала городская суета Самары) — «Дальний кумыс». После революции 1917 года кумысолечебница была закрыта. Сохранился пруд, созданный Постниковым возле хутора и кумысолечебницы. В 1915 году был построен санаторий зимнего типа в виде двухэтажного кирпичного здания; это единственное сохранившееся до наших дней здание кумысолечебного комплекса.
В 1937 года на территории современного посёлка открылся лагерь, заключённые которого строили завод для обслуживания строительства Куйбышевского гидроузла. Завод заработал в 1938 году.
Во время Великой Отечественной войны на площадях завода образован Куйбышевский механический завод (Постановление ГКО СССР 25 декабря 1941 года) для производства бронезащиты различных типов советских самолётов (в частности, бронекорпусов самолётов Ил-2), который строился силами тысяч заключённых Безымянлага (в годы Великой Отечественной войны предприятие именовалось Куйбышевским механическим заводом № 207 Наркомата авиационной промышленности). Основой нового предприятия стали коллективы заводов из Подольска, Таганрога и Колпина, эвакуированные с необходимым оборудованием и материалами. Большинство эвакуированных так и остались проживать в Куйбышеве. От названия завода посёлок получил современное имя.
В посёлке также работал радиоцентр № 5, который в годы войны обеспечивал связь Куйбышева с Дальним Востоком и со странами антигитлеровской коалиции. Работал мехзаводской радиоцентр до 2008 года. Здание, в котором размещался радиоцентр, изначально было построено как поселковый клуб и открыто за день до начала Великой Отечественной войны — 21 июня 1941 года.
В 1953 году на территории бывшего лагеря был построен Дворец культуры «Октябрь», а в 1975 году на площади перед ним был открыт монумент боевой и трудовой доблести. Сам Безымянлаг был расформирован в 1946 году, но окончательная зачистка его территории от последних бараков произошла только в начале 1960-х годов.

## Транспорт
Через посёлок проходят две больших трассы: Московское шоссе и Красноглинское шоссе. Красноглинское  соединяет Мехзавод с внутригородским посёлком Управленческий.
Московское шоссе — часть федеральной трассы M5. В 2022 году в 10 квартале Мехзавода был построен первый в Самаре надземный пешеходный переход. По некоторым утверждениям, на момент строительства это был «самый длинный надземный переход в стране, выполненный из алюминия»: общая длина с лестничными пролётами более 166 метров. Однако в процессе эксплуатации перехода неоднократно возникали проблемы.
Автобусы
Через посёлок проходят маршруты автобусов:
- № 1 (пос. Красная Глинка — Железнодорожный вокзал)
- № 51 (пос. Красная Глинка — Станция метро «Кировская»)
- № 67 (ТЦ «МЕГА» — Железнодорожный вокзал)
- № 368 (пос. Петра Дубрава — ул. Красных Коммунаров)
- № 396 (пос. Петра Дубрава — ул. Тухачевского)
- № 110 (пос. Красный Яр — Автовокзал «Центральный»)
- № 305д (6 причал — Петра Дубрава)
- № 410а (пос. Новосемейкино — Железнодорожный вокзал)[21]
- № 84 (Батайская — Железнодорожный вокзал)

Электричка
К посёлку подходит железнодорожная линия Самара — Жигулёвское море — Сызрань: станция «Козелковская» ближе к кварталам Мехзавода, а станция «Ягодная» — к микрорайону «Крутые ключи».

## Инфраструктура

### Культура

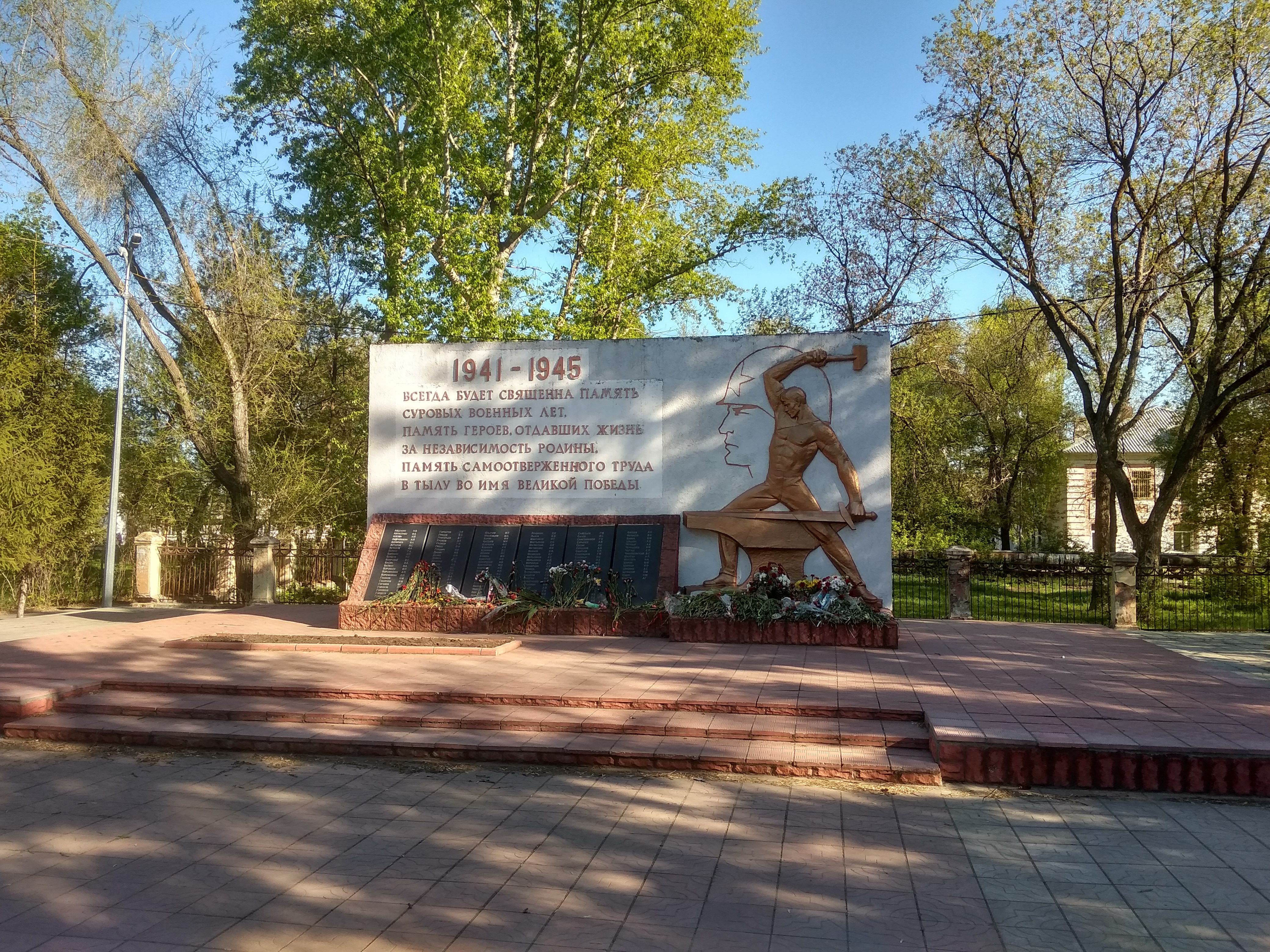
Стела памяти героев войны и труда 1941—1945. Мехзавод

- Дом культуры «Октябрь» открыт в 1953 году[22][23], построен по типовому проекту архитектора Якова Корнфельда[15]
- Школа искусств № 6. Основана в 1957 году[уточнить][24], находится в 10 квартале и обучает более 100 детей. Учащиеся школы получили более 200 наград (из них 106 лауреатских) в конкурсах и фестивалях городского, областного, межрегионального, всероссийского и международного уровней[25]
- Клуб детско-юношеского творчества[15]
- Взрослая и детские библиотеки.

### Образование
- 4 школы[11] (№ 33, 103, 122, 156)
- 6 детских садов[11]
- Детский дом-интернат[26]
- Специальная (коррекционная) школа-интернат № 169 для детей сирот и детей, оставшихся без попечения родителей[27]
- Корпус техникума промышленных технологий (бывшее ГПТУ № 50)[15]

### Здравоохранение
- Поликлиника (взрослая, детская, стоматологический корпус)
- Детский оздоровительный лагерь «Салют» (3 квартал, 3, здание бывшего заводского профилактория)[15]
- Самарский областной геронтологический центр (15 квартал, 20б)

### Спорт
- Спортивный комплекс «Кристалл» (Мехзавод, 1 квартал, 30)
- Спортивный комплекс «Салют» (Мехзавод, 15 квартал, 26 и он же 3 квартал, 44)
- Детско-юношеская спортивная школа (3 квартал, 12, здание бывшего детского сада № 27)[15]
- Спортивная зона в сквере «Октябрь»[28]

### Религия
- Православный храм в честь Казанской иконы Божией Матери (Мехзавод, 3 квартал, 11). Построен в 1999 году, архитектор А. П. Даниленко[29].
- Православный храм Введения во Храм Пресвятой Богородицы (Мехзавод, 1-й квартал, 4в)[30]
- Молитвенный дом (мечеть) (Мехзавод, 7 квартал, 1).
- Молитвенный дом протестантов-пятидесятников[31]

В планах строительство мечети.

### Утраченные объекты
- Хлебозавод № 4 на ул. Банной, 1954—2014 гг.[33][34][35]

«Мехзаводское» кладбище открыто в 1949 году. Примыкает к Красноглинскому шоссе за 15-м кварталом.

## Архитектура
Современный посёлок Мехзавод состоит из трёх частей: частного сектора (южная часть посёлка), многоэтажной застройки всех видов, а с севера (и частично на территории 1 квартала посёлка) к Мехзаводу прилегает микрорайон «Новая Самара», становясь, фактически, его частью.
История посёлка, его развитие отражено в архитектуре. Имеются двухэтажные дома военного и послевоенного времени по проекту архитектора Маслиха С. А. (их часто называют домами барачного типа), парадные дома в стиле сталинской архитектуры куйбышевского архитектора Галины Моргун (супруга главного архитектора Куйбышева в 1965—1987 годах Моргуна А. Г.), хрущёвской, последующие девятиэтажные панельные дома. Часть домов в сталинском стиле образуют объект культурного наследия регионального значения «Часть жилой застройки поселка Мехзавод».

## Улицы Мехзавода
Особенность посёлка Мехзавод состоит в том, что нумерация домов в посёлке по улицам ведётся только в частном секторе. Нумерация многоквартирных домов ведётся по кварталам.
- улица Банная,
- улица Беловская,
- улица Донска́я,
- улица Огородная,
- улица Ново-Кузнецкая,
- улица Очаковская,
- улица Анжерская,
- улица Гидроузловская,
- улица Усть-Каменогорская,
- улица Златоустовская,
- улица Ягодная,
- улица Луговая,
- улица Таймырская,
- улица Озёрная,
- улица Гражданская,
- улица Совхозная,
- улица Крестьянка,
- улица Ново-Аллейная,
- улица Старо-Самарская,
- улица Белоярская,
- улица Аккерманская.
- улица Николая Баженова (ЖК «Новая Самара»)

Переулки:
- переулок Северный,
- переулок Школьный,
- переулок Охотничий,
- переулок Восточный,
- переулок Алмазный,
- переулок Совхозный,
- переулок Рабочий.

Проезды:
- Рабочий проезд,
- Стахановский проезд,
- Рабочий тупик.

Кварталы:
- квартал 1[36][37],
- квартал 2[36],
- квартал 3[38],
- квартал 4[38],
- квартал 5[38],
- квартал 6[39],
- квартал 7[39],
- квартал 8[39],
- квартал 9,
- квартал 10[39],
- квартал 11,
- квартал 11а,
- квартал 12[40],
- квартал 13,
- квартал 14,
- квартал 15,
- квартал 16[40].

## Экология
Посёлок граничит с большим количеством лесных массивов, используемыми жителями посёлка в рекреационных целях, что, правда, отрицательно сказывается на экологии лесов.